# Agelas bispiculata
Agelas bispiculata är en svampdjursart som beskrevs av Vacelet, Vasseur och Claude Lévi 1976. Agelas bispiculata ingår i släktet Agelas och familjen Agelasidae.
Artens utbredningsområde är Madagaskar. Inga underarter finns listade i Catalogue of Life.